# Superattinidi

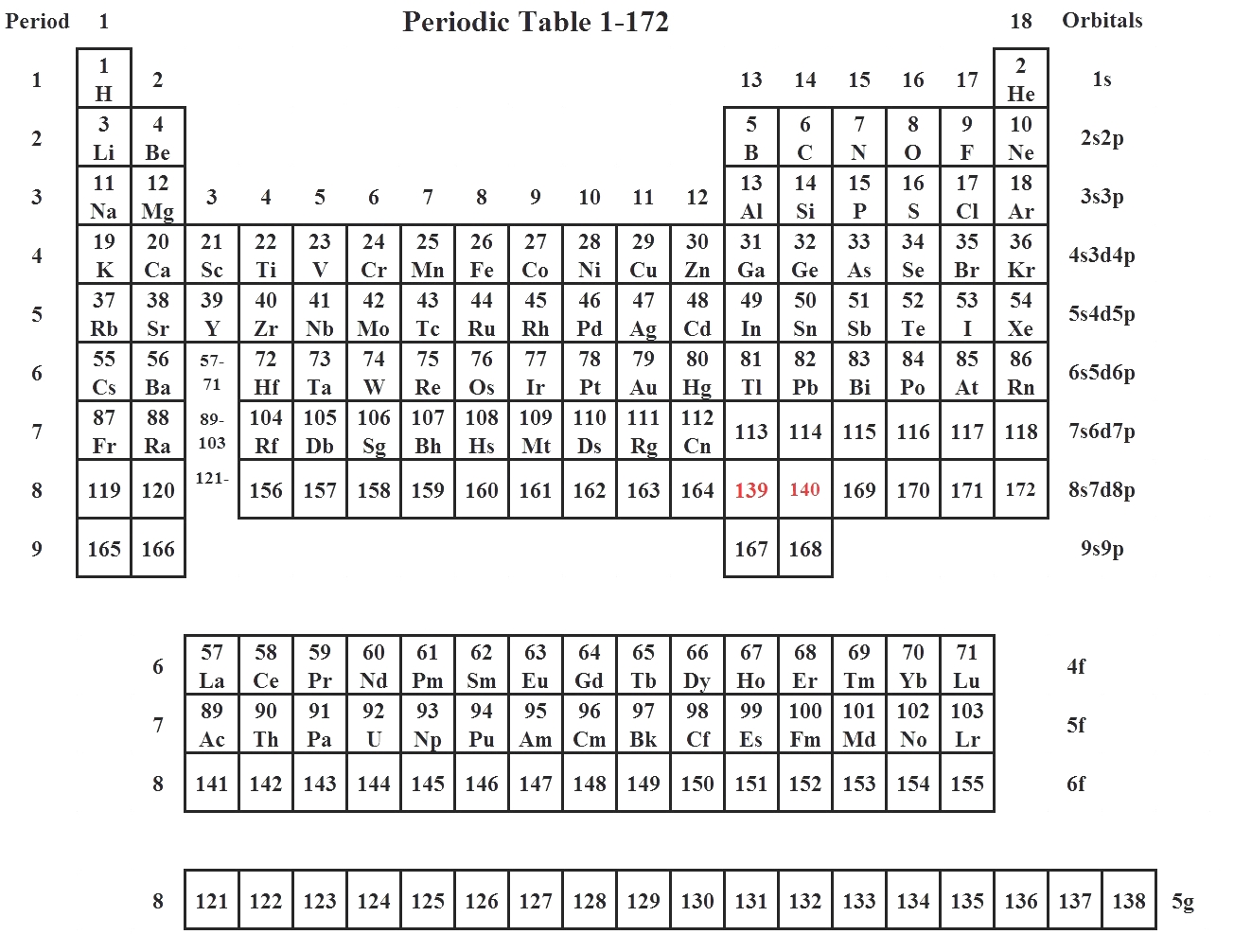
Tavola periodica degli elementi estesa - Modello di Pyykkö

I superattinidi sono elementi chimici ancora da scoprire che partono dal numero atomico 121 (unbiunio) al 153 (unpentrio), in cui i gusci di elettroni 5g e 6f sono riempiti.
Gli elementi oltre il numero atomico 92 (protoni dell'uranio) sono definiti transuranici; quando superano il 104 sono conosciuti come superpesanti. Questi ultimi non esistono in natura ma possono essere prodotti negli acceleratori di particelle, “sparando” dei nuclei relativamente leggeri contro nuclei più pesanti possibili.
L'esistenza teorica della serie è stata proposta da Glenn T. Seaborg, vincitore del premio nobel per la chimica nel 1951 per la scoperta dei primi 5 elementi transuranici.
Il professor Pekka Pyykkö, università di Helsinki, ha esteso la tavola periodica degli elementi con un modello predittivo che porta il suo nome.
La serie dei superattinidi è stata predetta seguendo la serie dei transattinidi, elementi con numero atomico che supera il 103 (laurenzio), e posta sotto di essa nella tavola periodica degli elementi estesa.

## Elementi
| 121 Ubu | 122 Ubb | 123 Ubt | 124 Ubq | 125 Ubp | 126 Ubh | 127 Ubs | 128 Ubo | 129 Ube | 130 Utn | 131 Utu | 132 Utb | 133 Utt | 134 Utq | 135 Utp | 136 Uth | 137 Uts | 138 Uto |

| 139 Ute | 140 Uqn | 141 Uqu | 142 Uqb | 143 Uqt | 144 Uqq | 145 Uqp | 146 Uqh | 147 Uqs | 148 Uqo | 149 Uqe | 150 Upn | 151 Upu | 152 Upb | 153 Upt |

## Nomenclatura
| no | ID   | origine  | significato | lingua |
| -- | ---- | -------- | ----------- | ------ |
| 0  | nil  | nihil    | niente      | latino |
| 1  | un   | unus     | uno         | latino |
| 2  | bi   | bis      | due volte   | latino |
| 3  | tri  | tres     | tre         | latino |
| 4  | quad | quattuor | quattro     | latino |
| 5  | pent | pente    | cinque      | greco  |
| 6  | hex  | hex      | sei         | greco  |
| 7  | sept | septem   | sette       | latino |
| 8  | oct  | octo     | otto        | latino |
| 9  | enn  | ennea    | nove        | greco  |

Il nome di ogni elemento è derivato secondo le regole del comitato sulla nomenclatura IUPAC dal numero atomico (numero dei protoni, nelle equazioni indicato con la lettera Z). Per esempio all'elemento con numero atomico 131 sarà attribuito il nome untriunio (o untriunium), dove l'identificativo un rappresenta unus (latino) che significa "uno" e tri da tres che significa "tre", di nuovo un (quindi è rappresentato 1 3 1) e termina con suffisso (in italiano io o in latino ium). Il simbolo sarà derivato dalle iniziali delle tre ID. Quindi all'untriunio ci si riferirà come elemento 131, con il simbolo Utu e sigla 131Utu.

Gli elementi transuranici come questo, se vengono sintetizzati, generalmente finiscono per essere chiamati con il nome dello scienziato o del laboratorio che vi hanno lavorato.

## Elemento 137

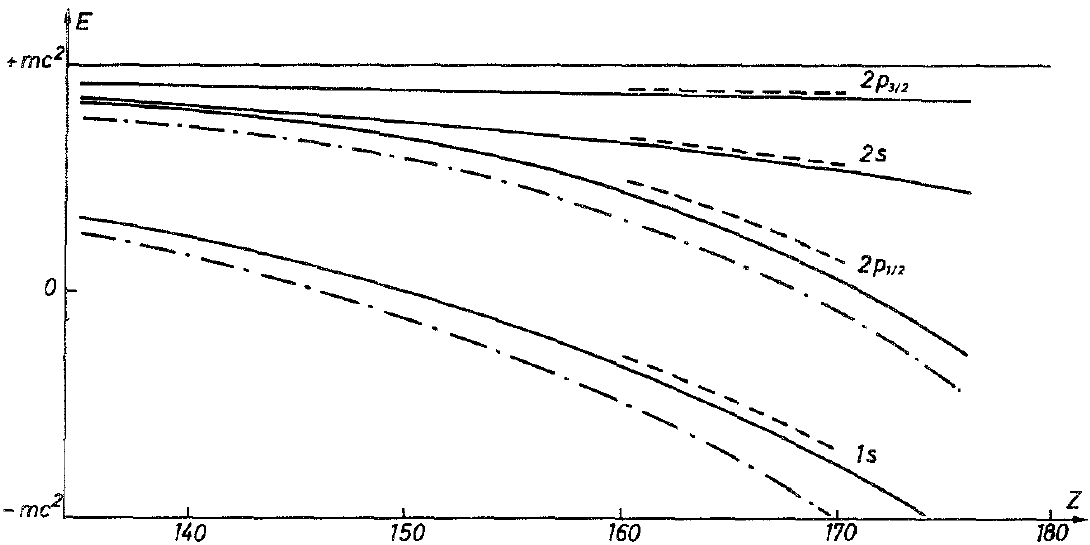
Il proseguimento della tavola periodica fino a Z=172

L'Untriseptio, cioè l'elemento 137, è talvolta chiamato feynmanio (simbolo Fy) poiché fu indicato dal fisico Richard Feynman come l'ultimo elemento della tavola periodica possedente stati neutri stabili. Questo perché per atomi grandi gli orbitali atomici sono vincolati a rispettare l'equazione relativistica di Dirac,
{\displaystyle E=mc^{2}{\sqrt {1-Z^{2}\alpha ^{2}}}}
che perde di senso se {\displaystyle Z>1/\alpha =137}. Per questo Feynman suggerì che atomi neutri non possono esistere oltre l'Untriseptium, e che la tavola periodica degli elementi quindi terminerebbe in questo punto.
Ciononostante la trattazione qui riportata si è rivelata semplicistica. Un'analisi più rigorosa calcola invece questo limite a
{\displaystyle Z\approx 172}
indicando quindi l'elemento 172 come l'ultimo possibile atomo neutro.

## Sintesi

Prospetto tridimensionale dell'isola di stabilità teorica intorno a Z=118 e N=178

Gli unici elementi di questa regione della tavola periodica per cui ci sono stati tentativi di sintesi sono gli elementi 122, 124, 126, e 127.
Gli elementi in quest'area sono presumibilmente altamente instabili in relazione al decadimento radioattivo e hanno emivita (o semivita) estremamente breve (con la possibile eccezione dell'elemento 126).
Al momento è stata teorizzata un'isola di stabilità per elementi con numero di protoni intorno a 114 e circa 184 neutroni.